# ヴィルヘルム・ヤーン
ヴィルヘルム・ヤーン（Wilhelm Jahn, 1835年11月24日 - 1900年4月21日）は、オーストリア領のモラヴィアに生まれ、主にウィーンで活動した指揮者。ホフ・イン・メーレン（現在のチェコ共和国モラヴィア・スレスコ州ブレンタール郡ドヴォルチェ出身。
ハンガリー、オランダなどヨーロッパ各地の歌劇場で歌手やオーケストラ奏者として経験を積み、頭角を現す。そしてフランツ・フォン・ヤウナーが1880年に辞任したのを受けてウィーン宮廷歌劇場総監督に就任し、17年の長きにわたって務めた（その跡を継いだのがグスタフ・マーラーである）。1882年から1年間、ウィーン・フィルハーモニー管弦楽団首席指揮者を務めた。

## 評価
ヤーンは気鋭の指揮者としてウィーン宮廷歌劇場総監督の座に就き、長らく同歌劇場を切り回したが、ヨハネス・ブラームスはヤーンの演奏を田舎芝居だとこきおろし、エドゥアルト・ハンスリックがヤーンを宮廷歌劇場から追放するべきであるとの論陣を張るなど、とりわけ楽壇の評価はヤーンの晩年になるほど厳しくなっていった。しかし、斯界の権威には通俗的だとみなされがちでも、親しみやすいレパートリーを披瀝することによって、ヤーンは多くの大衆に支持され続けた。1882年11月26日にアントニン・ドヴォルザーク作曲『伝説』の一部、1883年2月11日には、ブルックナーの交響曲第6番の第2楽章および第3楽章を初演している。